# سيزار لوبيز (موسيقي)
سيزار لوبيز (بالإسبانية: César López)‏ هو موسيقي كولومبي، ولد في 1973 في بوغوتا في كولومبيا.

## وصلات خارجية
- سيزار لوبيز على موقع ميوزك برينز (الإنجليزية)
- سيزار لوبيز على موقع ديسكوغز (الإنجليزية)